# Sarcophyton
Genre
Sarcophyton est un genre de cnidaires anthozoaires de la famille des Alcyoniidae. Ce sont des « coraux mous ».

## Liste d'espèces
Selon World Register of Marine Species (20 février 2014) :
- Sarcophyton aalbersbergi Feussner & Waqa, 2013
- Sarcophyton acutangulum (v. Marenzeller, 1886)
- Sarcophyton acutum Tixier-Durivault, 1970
- Sarcophyton agaricum (Stimpson, 1855)
- Sarcophyton aldersladei Feussner & Waqa, 2013
- Sarcophyton alexanderi Feussner & Waqa, 2013
- Sarcophyton auritum Verseveldt & Benayahu, 1978
- Sarcophyton birkelandi Verseveldt, 1978
- Sarcophyton boettgeri Schenk, 1896
- Sarcophyton boletiforme Tixier-Durivault, 1958
- Sarcophyton buitendijki Verseveldt, 1982
- Sarcophyton cherbonnieri Tixier-Durivault, 1958
- Sarcophyton cinereum Tixier-Durivault, 1946
- Sarcophyton contortum Pratt, 1905
- Sarcophyton cornispiculatum Verseveldt, 1971
- Sarcophyton crassocaule Moser, 1919
- Sarcophyton crassum Tixier-Durivault, 1946
- Sarcophyton digitatum Moser, 1919
- Sarcophyton ehrenbergi (v. Marenzeller, 1886)
- Sarcophyton elegans Moser, 1919
- Sarcophyton expandum Kõlliker
- Sarcophyton flexuosum Tixier-Durivault, 1966
- Sarcophyton furcatum Li, 1984
- Sarcophyton gemmatum Verseveldt & Benayahu, 1978
- Sarcophyton glaucum (Quoy & Gaimard, 1833)
- Sarcophyton griffini Moser, 1919
- Sarcophyton infundibuliforme Tixier-Durivault, 1958
- Sarcophyton latum (Dana, 1846)
- Sarcophyton mililatensis Verseveldt & Tursch, 1979
- Sarcophyton minusculum Samimi Namin & van Ofwegen, 2009
- Sarcophyton nanwanensis Benayahu & Perkol-Finkel, 2004
- Sarcophyton nigrum May, 1899
- Sarcophyton pauciplicatum Verseveldt & Benayahu, 1978
- Sarcophyton portentosum Tixier-Durivault, 1970
- Sarcophyton pulchellum (Tixier-Durivault, 1957)
- Sarcophyton regulare Tixier-Durivault, 1946
- Sarcophyton roseum Pratt, 1903
- Sarcophyton serenei Tixier-Durivault, 1958
- Sarcophyton skeltoni Feussner & Waqa, 2013
- Sarcophyton soapiae Feussner & Waqa, 2013
- Sarcophyton solidum Tixier-Durivault, 1958
- Sarcophyton spinospiculatum Alderslade & Shirwaiker, 1991
- Sarcophyton spongiosum Thomson & Dean, 1931
- Sarcophyton stellatum Kükenthal, 1910
- Sarcophyton stolidotum Verseveldt, 1971
- Sarcophyton subviride Tixier-Durivault, 1958
- Sarcophyton tenuispiculatum (Thomson & Dean, 1931)
- Sarcophyton tortuosum Tixier-Durivault, 1946
- Sarcophyton trocheliophorum von Marenzeller, 1886
- Sarcophyton tumulosum Benayahu & van Ofwegen, 2009
- Sarcophyton turschi Verseveldt, 1976

Sarcophython glaucum
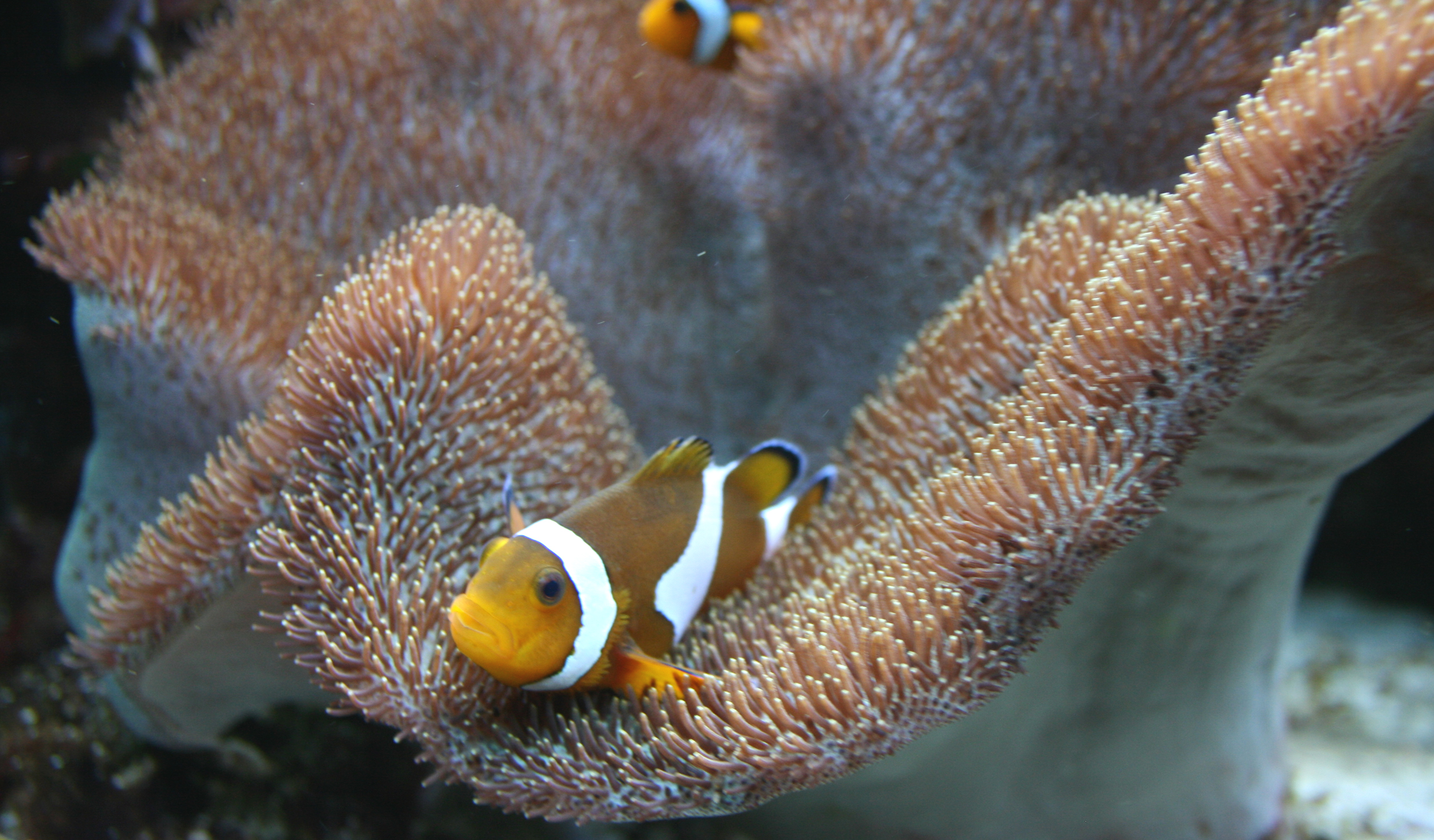
Un poisson-clown (Amphiprion ocellaris) dans un Sarcophython glaucum à l'aquarium de Prague.
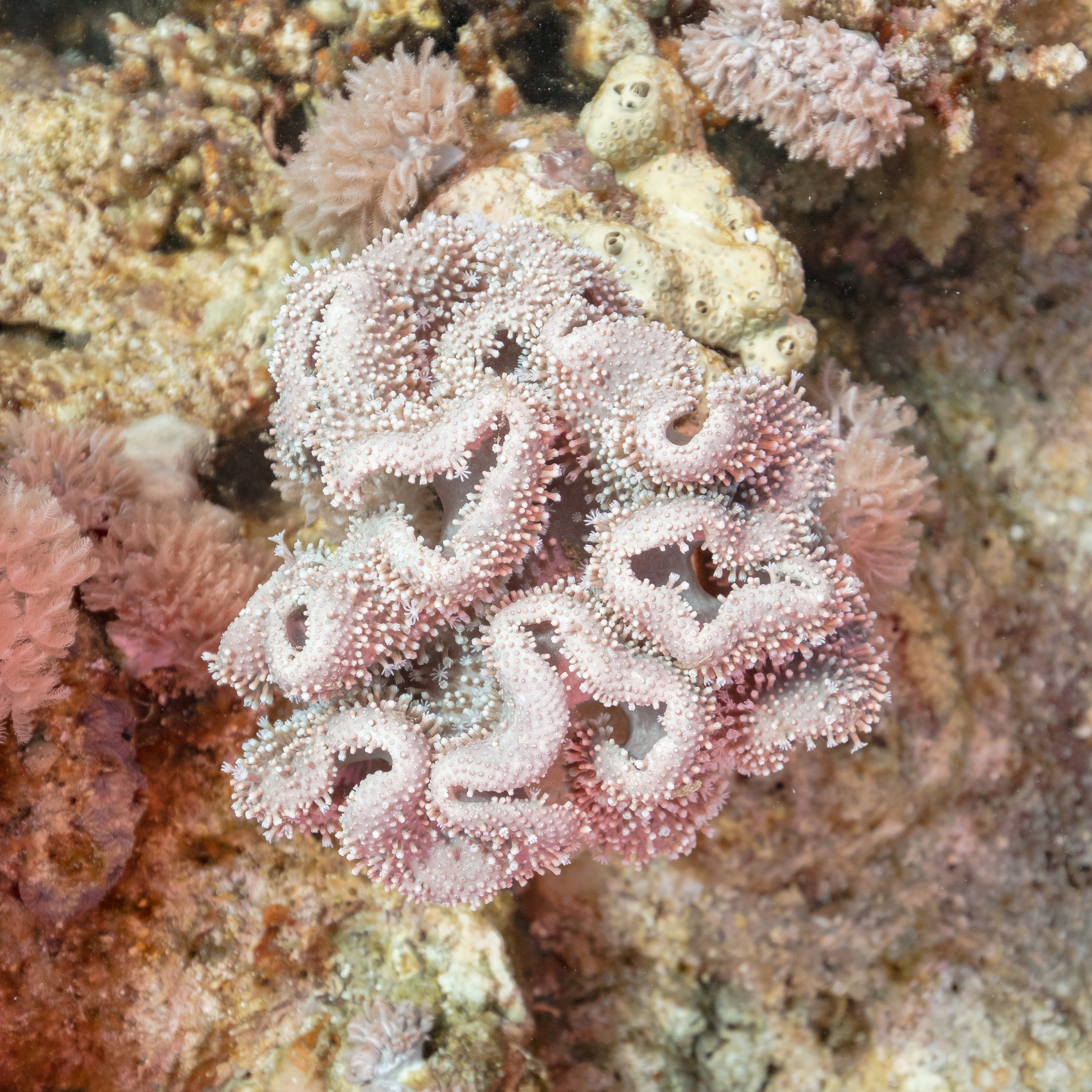
Sarcophyton glaucum au large de Charm el-Cheikh, Égypte. Mars 2022.
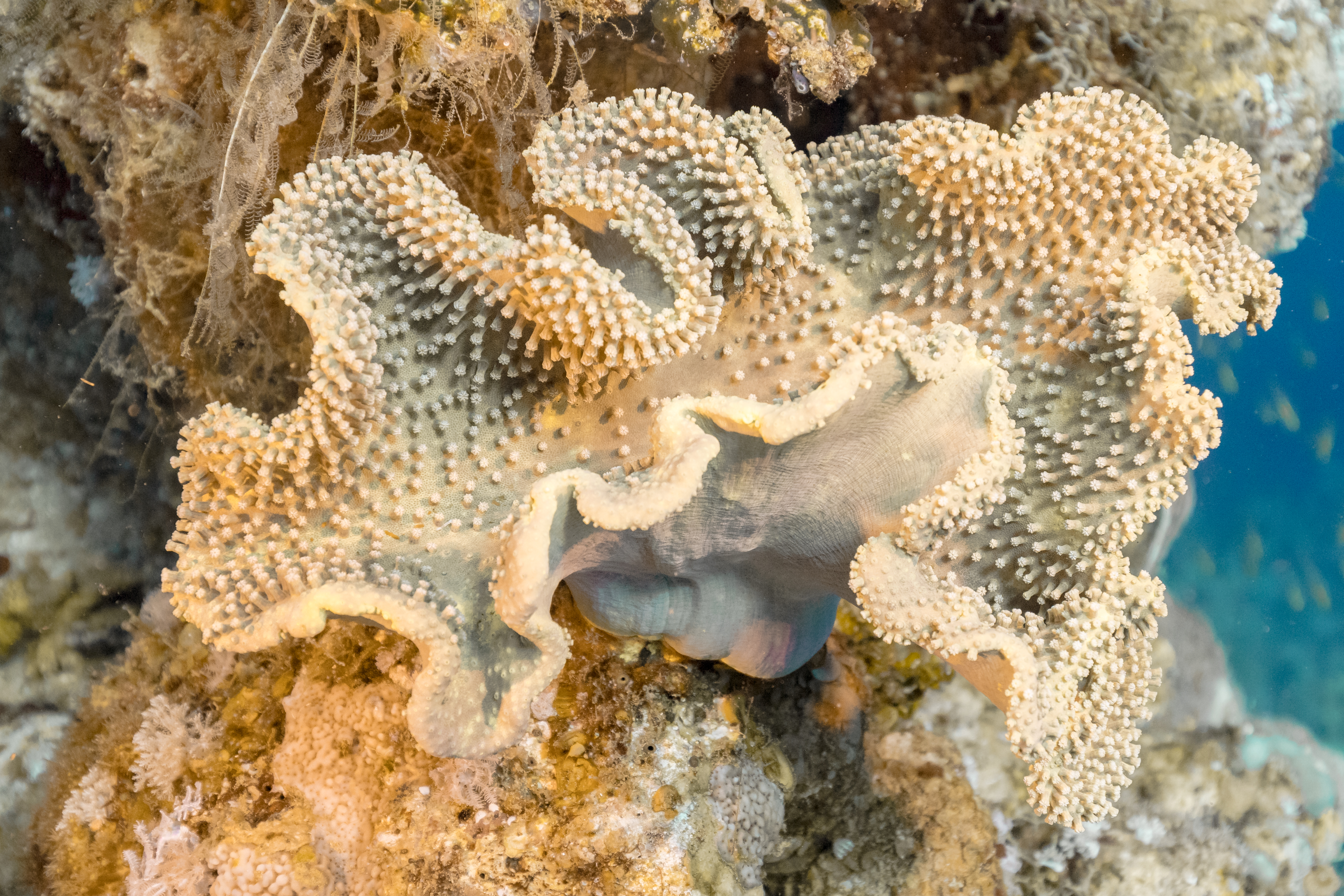
Sarcophyton glaucum au large de Ras Mohammed, Égypte. Mars 2022.
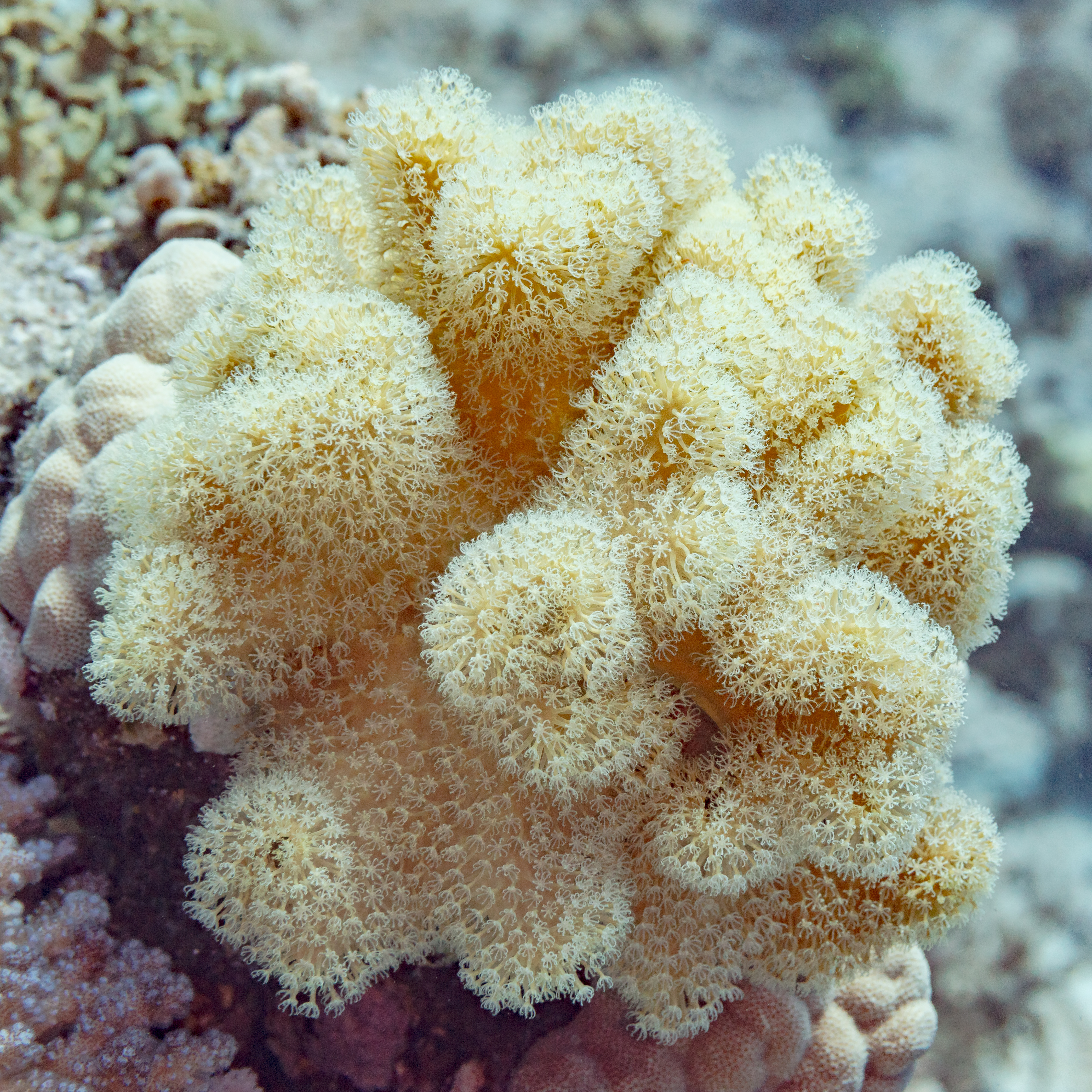
En mer Rouge. Avril 2023.

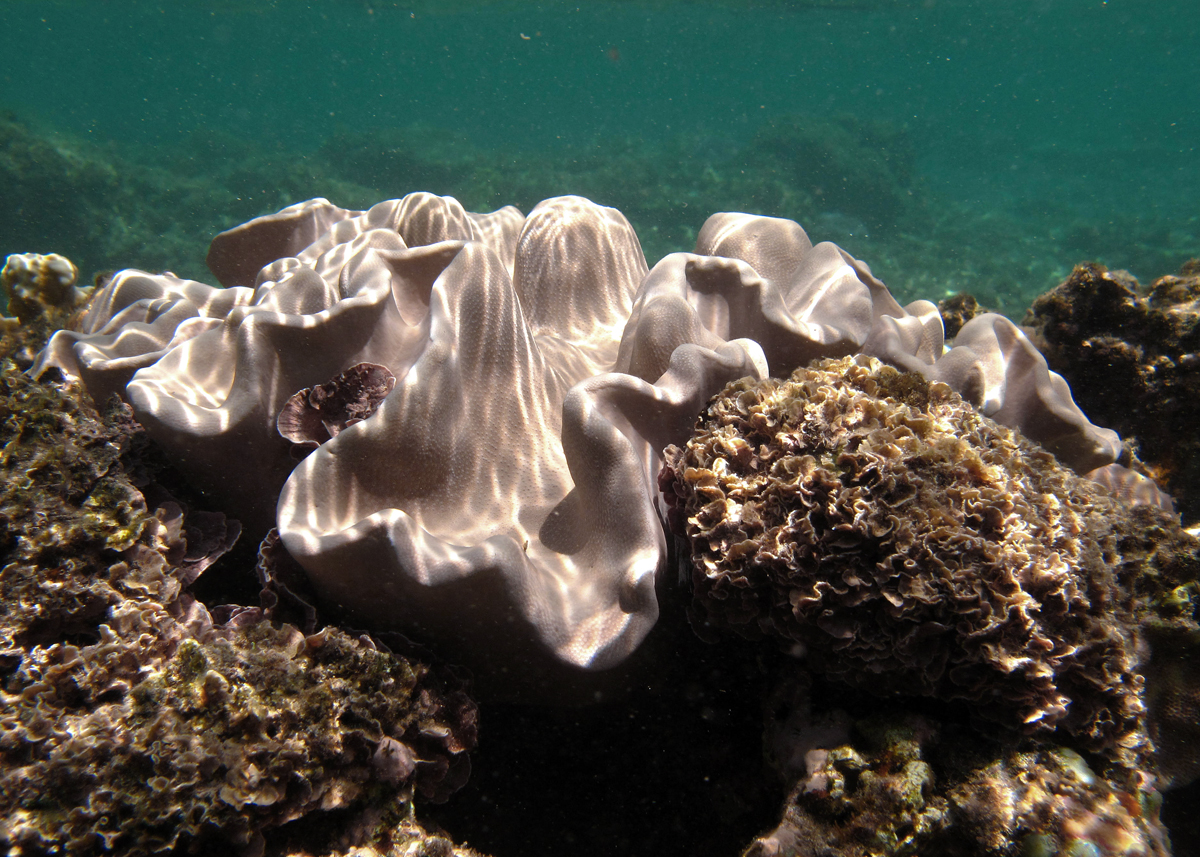
Sarcophyton cf. roseum
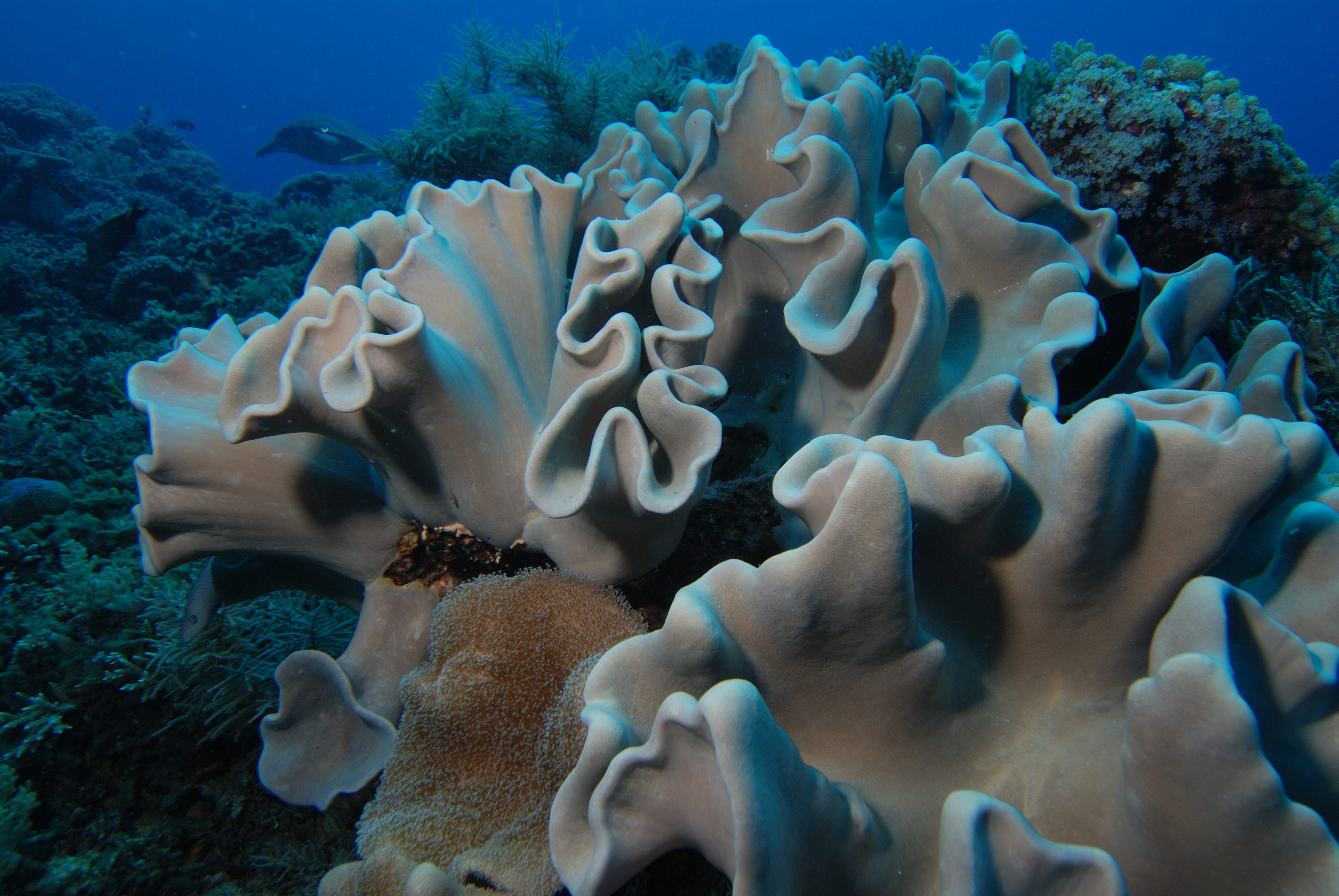
Sarcophyton trocheliophorum en milieu naturel.
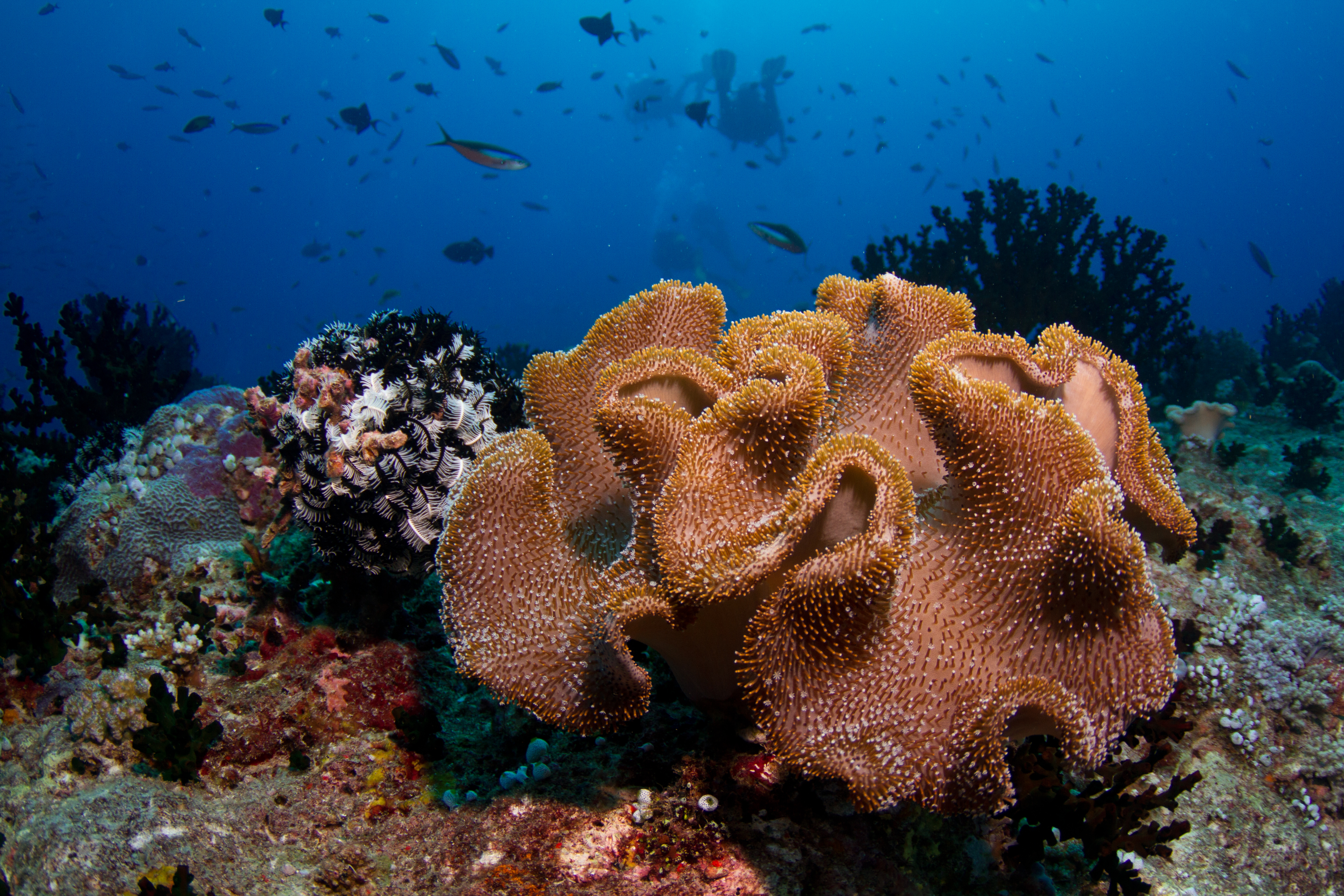
Sarcophyton sp. in the Maldives.